# نموذج اقتصادي

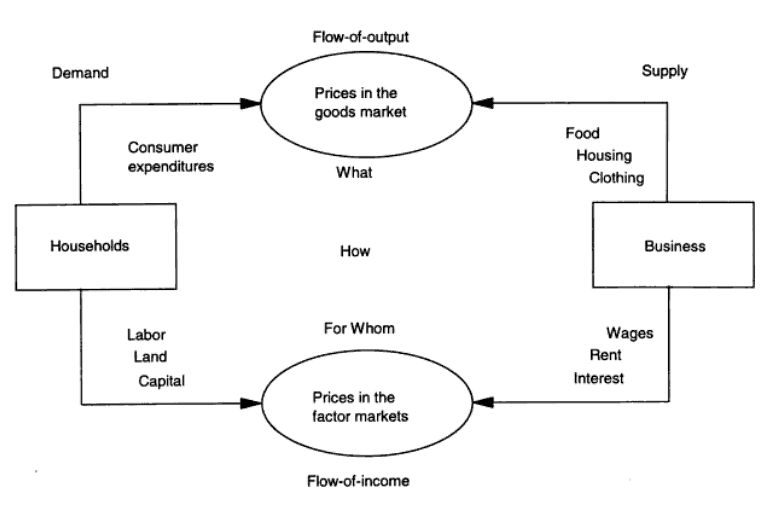

النموذج الاقتصادي هو عبارة عن بناء نظري يمثل العمليات الاقتصادية عبر مجموعة من المتغيرات ومجموعة من العلاقات المنطقية و/أو الكمية بينها. النموذج الاقتصادي هو إطار مبسط، رياضي على الأغلب، مصمَّم لتوضيح العمليات المعقدة. في كثير من الأحيان، تفرض النماذج الاقتصادية معايير هيكلية. قد يحتوي النموذج على متغيرات خارجية متعددة، وقد تتغير تلك المتغيرات لإنشاء استجابات متنوعة للمتغيرات الاقتصادية. تشمل الاستخدامات المنهجية للنماذج البحث عن النظريات وصياغتها وملاءمتها للعالم.

## نظرة عامة
بعبارات عامة، للنماذج الاقتصادية وظيفتان: الأولى هي تبسيط البيانات المُشاهدة والاستخراج منها، والثانية وسيلة لاختيار البيانات المبنية على نموذج فكري لدراسات الاقتصاد القياسي.
التبسيط مهم خصوصًا للاقتصاد نظرًا لتعقيد العمليات الاقتصادية الهائل. يمكن أن يُعزى هذا التعقيد إلى تنوع العوامل التي تحدد النشاط الاقتصادي، وتشمل هذه العوامل: عمليات القرارات الفردية والتعاونية، ومحدودية الموارد، والقيود البيئية والجغرافية، والمتطلبات المؤسسية والقانونية والتقلبات العشوائية البحتة. لذلك يجب على الاقتصاديين أن يختاروا بشكل منطقي المتغيرات وأيّ العلاقات بين هذه المتغيرات يكون مناسبًا وأي الطرق تكون مفيدة لتحليل هذه المعلومات وتقديمها.
الاختيار مهم؛ لأن طبيعة النموذج الاقتصادي غالبًا ما تحدد المعطيات التي سيُنظر فيها وكيف ستُجمّع. على سبيل المثال، يُعدّ التضخم مفهومًا اقتصاديًا عامًّا، ولكن قياس التضخم يتطلب نموذجًا للسلوك، إذ يتمكّن الخبير الاقتصادي من التفريق بين التغيرات في الأسعار النسبية والتغيرات في الأسعار التي تُعزى للتضخم.
إضافة إلى الفائدة الأكاديمية المهنيّة، تشمل استخدامات النماذج ما يلي:
- التنبؤ بالنشاط الاقتصادي بطريقة ترتبط فيها الاستنتاجات منطقيًا بالافتراضات.
- اقتراح سياسة اقتصادية لتعديل نشاط اقتصادي مستقبلي.
- تقديم حجج منطقية لتبرير السياسة الاقتصادية على المستوى الوطني سياسيًا، لتفسير والتأثير على إستراتيجية شركة على مستوى المنشأة، أو تقديم مشورة ذكية لقرارات اقتصاد الأسرة على مستوى الأسر المعيشية.
- التخطيط والتخصيص، في حالة الاقتصادات المخططة مركزيًا، وعلى نطاق أصغر في مجال اللوجستيات وإدارة الأعمال التجارية.
- في مجال التمويل، استُخدمت النماذج التنبؤية منذ ثمانينيات القرن العشرين للتداول (الاستثمار والمضاربة). على سبيل المثال، غالبًا تُتداول سندات الأسواق الناشئة استنادًا إلى النماذج الاقتصادية التي تتنبأ بنمو الدولة النامية التي تصدرها. منذ تسعينيات القرن العشرين، اشتملت العديد من نماذج إدارة المخاطر طويلة الأجل على علاقات اقتصادية بين متغيرات مصطنعة في محاولة لاكتشاف سيناريوهات الانكشاف الشديد المستقبلية (غالبًا من خلال طريقة مونت كارلو).

يُنشئ النموذج إطارًا جدليًا لتطبيق المنطق والرياضيات يمكن مناقشته واختباره بشكل مستقل ويمكن تطبيق ذلك في حالات مختلفة. تمتلك السياسات والحجج التي تعتمد على النماذج الاقتصادية أساسًا واضحًا من السلامة، ألا وهو صلاحية النموذج الداعم.
لا تدعي النماذج الاقتصادية المستخدمة حاليًا بأنها نظريات لكل شيء اقتصادي؛ إذ ستفشل أي من هذه الادعاءات على الفور بسبب عدم الجدوى الحسابية وعدم اكتمال أو عدم وجود نظريات لأنواع مختلفة من السلوك الاقتصادي. لذلك، ستكون الاستنتاجات المستخلصة من النماذج تمثيلًا تقريبيًا للحقائق الاقتصادية. مع ذلك، يمكن للنماذج المبنية بشكل صحيح إزالة المعلومات الدخيلة وعزل التقديرات المفيدة للعلاقات الرئيسة. بهذه الطريقة، يمكن فهم العلاقات المعنية أكثر من محاولة فهم العملية الاقتصادية برمتها.
تختلف تفاصيل بناء النموذج باختلاف نوع النموذج وطريقة تطبيقه، ولكن يمكن تحديد عملية عامة. عمومًا، تتضمن أي عملية لبناء نموذج خطوتين: إنشاء نموذج، ثم التحقق من النموذج للتأكد من دقته (تدعى أحيانًا التشخيص). تُعتبر خطوة التشخيص مهمةً؛ لأن النموذج يكون مفيدًا فقط بقدر ما يعكس بدقة العلاقات التي يهدف لوصفها. يعَد إنشاء نموذج وتشخيصه عملية تكرارية يُعدَّل فيها النموذج (بغرض تحسينه) مع كل تكرار للتشخيص وإعادة التوصيف. بمجرد العثور على نموذج مُرضٍ، يجب فحصه مرتين من خلال تطبيقه على مجموعة بيانات مختلفة.

## المشاكل المتعلقة بالنماذج الاقتصادية
تعتمد معظم النماذج الاقتصادية على عدد من الافتراضات غير الواقعية بالكامل. على سبيل المثال، غالبًا ما يُفترض أن يكون للوكلاء معلومات مثالية، وغالبًا ما يُفترض أن الأسواق أن تُصفى دون خلاف. أو، قد يُغفل النموذج القضايا التي تُعدّ مهمة للسؤال قيد الدراسة، مثل العوامل الخارجية. لذلك يجب أن يأخذ أي تحليل لنتائج نموذج اقتصادي في اعتباره إلى أي مدى يمكن أن تكون النتائج منقوصة بسبب عدم الدقة في هذه الافتراضات، ونشأت مطبوعات ضخمة تناقش المشاكل المتعلقة بالنماذج الاقتصادية، أو على الأقل تؤكد أن نتائجها غير موثوقة.

## لمحة تاريخية
واحدة من المشاكل الرئيسة التي عالجتها النماذج الاقتصادية كانت فهم النمو الاقتصادي. جاءت محاولة مبكرة لتقديم تقنية لمقاربة هذا من المدرسة الفيزيوقراطية (الطبيعية) الفرنسية في القرن الثامن عشر. من بين هؤلاء الاقتصاديين، تجدر الإشارة إلى فرانسوا كويسناي، تحديدًا من أجل تطويره استخدام الجداول التي أطلق عليها اسم «الجداول الاقتصادية». في الواقع تُرجمت هذه الجداول في مصطلحات أكثر حداثة على أنها نموذج ليونتييف.
طوال القرن الثامن عشر (أي قبل فترة طويلة من تأسيس الاقتصاد السياسي الحديث، الذي تميز تقليديًا بكتاب آدم سميث لعام 1776 "ثروة الأمم")، استُخدمت نماذج احتمالية بسيطة لفهم اقتصاديات التأمين. كان هذا استنباطًا طبيعيًا لنظرية القمار، ولعب دورًا مهمًا في تطوير نظرية الاحتمالات نفسها وفي تطور العلوم الاكتوارية. ساهم العديد من عمالقة رياضيات القرن الثامن عشر في هذا المجال. في عام 1730 تقريبًا، عالج دي موافر بعض هذه المشاكل في الطبعة الثالثة من كتاب مبدأ الفرص. حتى في وقت أبكر (1709)، درس نيكولا برنولي المشاكل المتعلقة بالمدخرات والفائدة في كتاب فن التخلق. في عام 1730، درس دانييل برنولي «الاحتمال الأخلاقي» في كتابه «مينسورا سورتيس»، فقدّم ما يمكن أن يسمّى اليوم «المنفعة اللوغاريتمية للمال» وطبقها على مشاكل القمار والتأمين، بما في ذلك حل مشكلة سانت بطرسبرغ المتناقضة. لخص لابلاس كل هذه التطورات في نظريته التحليلية للاحتمالات (1812). بحلول الوقت الذي جاء فيه ديفيد ريكاردو كان لديه الكثير من الرياضيات الراسخة للاستفادة منها.

## أمثلة على النماذج الاقتصادية
- نموذج كوب دوغلاس للإنتاج.
- نموذج سولو سوان للنمو الاقتصادي.
- نموذج لوكاس أيلاندز للعرض النقدي.
- نموذج هيكستشير أوهلين للتجارة الدولية.
- نموذج بلاك سكولز لتسعير الخَيار.
- نموذج جوردون لوب للاستثمار في أمن المعلومات[4]